# Lindesberg (gemeente)
Lindesberg is een Zweedse gemeente in de provincie Örebro län. Ze heeft een totale oppervlakte van 1488,7 km² en telde 23.300 inwoners in 2004.

## Plaatsen
- Lindesberg (stad)
- Frövi
- Storå
- Fellingsbro
- Vedevåg
- Stråssa
- Gusselby
- Ramsberg
- Rockhammar
- Fanthyttan
- Ullersätter
- Vanneboda
- Snuggan
- Oppboga
- Hidingen
- Öskevik